# 秋山竜次
秋山 竜次（あきやま りゅうじ、1978年〈昭和53年〉8月15日 - ）は、日本のお笑いタレント、俳優、声優、ナレーター、ラジオパーソナリティ、YouTuber。お笑いトリオ・ロバートのメンバー。福岡県北九州市門司区出身。吉本興業所属。

## 経歴
北九州市立田野浦小学校、北九州市立早鞆中学校、福岡県立門司北高等学校卒業。
父親はヤクザ映画の斬られ役などで活動した元俳優である。先輩俳優の芸名「城春樹」を名乗り、エンドロールに名前が大きく出ていると偽って息子に見栄を張っていた。
後にお笑いトリオのロバートを組む馬場裕之とは、幼稚園から高校まで同級生で仲が良かった。高校卒業後に上京し、当初の目標は芸人ではなく代官山で雑貨店を経営することだったが、面接で不採用が続いたことから結局は断念。その後、アルバイトをしているとき偶然に吉本総合芸能学院（NSC）東京校の広告を見て、芸人になることを決めたがピンではなくメンバーと組んでのお笑いをしたかったことから知り合いで唯一、就職も進学もしなかった馬場を北九州から呼び寄せて一緒に入学した。ちなみに馬場は秋山の思惑を知らずに遊びに来ただけであり当初は芸人になる気は当然なく、わざと金欠にさせられ、秋山のアドバイスで「帰りの旅費のため」に日雇いを毎日したが、その金をNSCへの入学金に当てられて秋山と一緒にお笑いの道に進むことになったというエピソードがある。
同期の板倉俊之（インパルス）と「ゼナイル」というトリオを一時期組んでいたが、板倉が元々ボケ志向だったため程なくして解散。その後、当時ピンで活動しており、以前組んでいたコンビでツッコミ担当だった山本博を誘い、ロバートを結成。
2008年4月に1歳年下の一般人女性と結婚していたことが、2009年4月1日に明らかとなった。このことは『はねるのトびら』のレギュラーメンバーはおろか、相方である山本、幼馴染である馬場にも明かしていなかった。理由は2008年3月19日放送の『はねるのトびら』の卒業企画で熟女を卒業する際に6-7年交際していた女性がいたことが発覚し、婚姻の届出時期と重なり言いづらくなってしまったからである。
2010年3月6日、『はねるのトびら』メンバーのインパルスの堤下敦と玉突き事故を起こしていたことが分かり、軽傷を負っていた。
2013年11月30日、第1子となる女児が誕生した。
2017年11月22日、主に『ロバート秋山のクリエイターズ・ファイル』での活動が認められ、「GQ MEN OF THE YEAR 2017」のベスト・コメディアン賞を受賞。
2021年5月12日、故郷の北九州市で、東京2020オリンピック聖火リレーの聖火ランナーを務めた。福岡県では新型コロナウイルス感染拡大防止のため公道での聖火リレーが中止となったが、門司海峡ミュージアムで行われた代替式典に参加し、次のランナーへ聖火をつないだ。
同年10月2日、TBS系列で放送される『お笑いの日』内の『キングオブコント2021』において、自身初の審査員を務める。

## エピソード
- 子供が1人いる[13]。
- 吉本男前ランキングでは、2003年までランク外、2004年11位、2005年9位、2006年6位と順位を上げていたが、2007年は15位まで下がった。
- 何の目標もなく上京し、「なんか東京らしいところで働きたかった」と雑貨屋などに行ったが採用されなかった。市橋ビル管財というビルのダクト清掃の会社でアルバイトをしていたときに、たまたま見たお笑い雑誌「アジャパー」でNSCのことを知る。NSCに入学を考えるが一人では不安なため、当時無職だった幼馴染の馬場を「東京観光に来い」と誘って東京に呼び、観光をさせて北九州に帰る旅費も無くなった馬場を市橋管財のアルバイトに誘って、NSCの入学金を稼がせた。
- NSCに入学する前に、ホリプロのネタ見せオーディションを受けたが、不合格だった。
- ある日愛知県名古屋市のスーパー銭湯に行くロケを収録した後に脱衣所で浴衣に着替えていたところ、80代くらいの高齢男性から大相撲の幕内・遠藤聖大と間違われたことがある。なかなか人違いであることに気付いてもらえなかったため「練習も頑張らないといけないけど、女遊びの方も頑張らなきゃ」とあえてふざけたことを言ってみたものの、「バカ野郎!そんなことやってる場合じゃないだろ!」と叱られなおも誤解は解けなかった[14]。
- 嫌煙家かつ下戸である。
- 熟女好きを公言している。
- 自宅に有線放送を引いている。
- 新美の巨人たち（2024年7月13日）で、村上隆と初共演[15][16]。互いに「似ている」と意識しており[17][18]、互いの父にも似ているという[19]。

## 主なギャグ
雰囲気ことわざ
雰囲気で、意味不明だが語呂的にありそうなことわざをつくる。今までに創作した中では「ときしん ぎにして めんぱつに ぱう」や「ぎ とけすものは と こうざつによす」などがある。馬場、山本もできる。『嵐の宿題くん』や、オモバカ8第3回で披露。
真逆体操
コント「終電」にも「秋山体操」という名で登場。動作と言っていることを逆にする。「ほしい」と「ほしくない」は逆にするのを忘れるというオチがある。オモバカ8第3回で披露。
邪念0研究所
何のスイッチも入っていない、無の表情になる技。無になったときにスイッチをおすと光る道具を作った。嵐の宿題くんなどで披露。
体ものまね
『はねるのトびら』(2012年9月12日放送分)で初披露した漫談ネタ。上半身裸になり、自分と同じ「浅黒くて小太りの男性有名人」（梅宮辰夫、小沢一郎などいわゆる「大御所」）の顔をかたどった絵や写真等から作成したお面を無言のまま次々と顔にあてがい笑いを取る。ニブンノゴ!の宮地に「なんだその大御所みたいな体は」とよく指摘されていた事から思いつき、「アゴのものまね」で話題になっていたHEY!たくちゃんをヒントにしたものまねである。主に単独で行われるが、ロバートとして行う場合もある。この場合は、馬場と山本がアシスタントをしつつ、オチで秋山同様に上半身裸になり写真を顔にあてがう。このネタで用いられているBGMはSkaziの「Falafel pt 1」の終盤部分。秋山にとって梅宮は大きな転機をいただいた恩人と語っており、梅宮から「やるんだったら、中途半端じゃなく、突きつめろ。何をどうやってもいいから、ちゃんとした芸をやれ！」と励まされ、芸人として本当に悩んでいたことをかき消すきっかけとなったのが、この“体ものまね”だった。
その後、お面を忘れてしまった際の対応策として何かないかと思った時に「体に引っ付けちゃえば良いんじゃないのか」と思ったことから「Tシャツの裏側に顔写真をつけ、Tシャツをひっくり返した際に顔が登場し、群衆を沸かせる」という芸を考案。
さらに「単純に『これは凄いだろ』という気持ちが出てきて、調べたら誰もやってないし」と、秋山が発明したこのTシャツは特許として登録されている。
また、バリエーションの豊富な梅宮辰夫のお面を中国風のBGMにのせて、つけていくという「変梅」（中国の川劇の変臉のパロディ）というネタもある。
アメリカ行きたい
泣きながら「アメリカ行きたい」と言う。
笑うと赤ちゃんみたいになる奴
赤ちゃんみたいに笑いだす人のまね。
なりきりモノマネ
ほかの有名人やクリエイターなど架空の人物になりきり、本物の人物かのように振る舞う。子役に扮する「天才子役 上杉みち」では画面合成や遠近法を使って小さな子供のように見せる。

## 出演

### テレビバラエティ

#### レギュラー番組
現在の出演番組
- 秋山と映画（2021年10月14日 -  、テレビ朝日）- 冠番組
- とびっきり!しずおか 日曜版（2022年 -  、静岡朝日テレビ） - コーナー『ロバート秋山・富士彦のオレ達商店GUY!!!』で不定期出演[注 1]。
- シューイチ（日本テレビ） - シューイチプレミアムに平子祐希（アルコ＆ピース）と体格ブラザーズとして不定期出演。
- ゆかいなうた（2024年7月1日 - 、BSフジ） - 秋山が番組のために書き下ろした楽曲を歌って披露する冠番組[27]。
- 未来CHO人図鑑（2024年10月3日 - 、フジテレビ）[28]
- 人間研究所 〜かわいいホモサピ大集合!!〜（2025年4月2日 - 、中京テレビ） - ニホンザルの「リュウ」としてMC
- 秋山の楽しすぎる約30分（2025年4月26日 - メ〜テレ）- 冠番組※毎月1土曜深夜に放送[29]

過去の出演番組
- ウェルカムTV（2009年10月18日 - 2010年9月4日、テレビ東京）- 準レギュラー
- スター☆ドラフト会議（2011年4月12日 - 2013年3月5日、日本テレビ）
- 七人のコント侍（2013年11月 - 12月/2016年6月 - 8月、NHKBSプレミアム）- 第4期・第13期レギュラー
- オモクリ監督 〜O-Creator's TV show〜（2014年10月26日 - 2015年9月13日、フジテレビ） - 不定期出演
- 佳代子の部屋〜真夜中のゲーム会議〜（2016年10月 - 2018年3月、フジテレビ）- レギュラー
- ニッポン遊泳紀行 ロバート秋山の市民プール万歳（2018年2月・9月 - 12月・2021年10月 - 12月、メ〜テレ）[30]
- ZIP!（2019年7月5日 - 7月26日、日本テレビ）- 月替わり金曜パーソナリティー
- 山里亮太のまさかのバーサーカー（2020年4月5日 - 9月20日、ABCテレビ）- パネラー
- 千鳥のクセがスゴいネタGP→千鳥のクセスゴ!（2020年5月30日 - 2025年3月）- 個人での出演のほかに、山本博（ロバート）や友近と出演することがある。
- 秋山とパン（2020年10月8日 - 2021年3月25日 、テレビ朝日）
- アニマルエレジー （2020年10月11日 - 2021年9月26日、テレビ朝日） - 動物ナレーター
- 秋山ロケの地図（2023年10月3日 - 2024年9月24日、テレビ東京）
- 監視員 秋山（2024年12月6日 - 12月20日、テレビ朝日）
- 緊急！町民オーディション（2025年3月31日 - 6月16日、NHK総合）

#### 特別番組
＊MCもしくはメインキャスト
現在
- IPPONグランプリ（フジテレビ）- 14回出場、3回優勝（第8回[注 2]、第11回、第29回）
- 秋山歌謡祭（2023年3月17日 - 、メ〜テレ）

過去
- 水トク! 志村けんのゲーム王国（2015年5月6日、TBS） - DJコングの声を担当
- ロバート秋山のウソ枠（2017年10月14日・2018年2月24日・2019年1月26日・2020年1月17日、日本テレビ）
- 若林ノブ秋山の 揃いも揃って言ったコト（2018年4月22日 - 2019年10月10日、日本テレビ）
- 上書きゴシップ 〜それちょっと違うんです〜（2020年3月22日、日本テレビ）- MC
- ロバート秋山・夏菜が検索履歴をのぞき見!あしおとリサーチ!（2020年8月1日、読売テレビ）
- バカリ&秋山のしんどい家に生まれました!!（2020年12月16日・2021年4月18日[31]、テレビ東京）- MC（バカリズムと共同）
- ロバート秋山の寝るトコどうする？〜寝床探し道中記〜（2021年1月3日、テレビ東京）- 寝床を探す人
- 大人の国のアリス（2021年5月22日、テレビ朝日） - 進行
- ロバート秋山のいや〜お風呂って最高だよね（2021年6月17日・9月30日、テレビ東京）
- 水曜NEXT! 笑DX（2022年6月9日・16日、フジテレビ）
- 悲→喜カメ（2021年10月23日、NHK総合）- MC
- ロバート秋山の虚構ドキュメンタリー〜企業レスキュー・沖田義盛　密着取材〜（2021年11月6日、メ〜テレ）
- 投稿!ワカラシッコ（2022年2月・3月、NHK総合）- MC
- ロバート・森三中の気ままに日帰り旅（2022年9月7日・2023年3月1日、新潟テレビ21）※第1・2弾（2021年9月24日・2022年4月16日）はロバート3人で出演
- 広告主大募集中!（2022年10月23日、関西テレビ）- MC
- 密着!ロバート秋山一家のよりによってソコ!?山梨ツアー（2023年1月3日、山梨放送）
- ロバート秋山produce 緊急!町民オーディション（2023年4月14日・4月21日・2024年6月2日、NHK総合）
- 竜次のぶらり!トラックのど自慢歌って教えて南知多の旅（2023年5月31日、中部日本放送）
- FNS27時間テレビ37 鬼笑い祭（2023年7月22日 - 23日、フジテレビ） - 総合プロデューサー・唐沢佐吉名義
- お仕事応援バラエティ発見!推しごと図鑑（2023年10月1日、西日本放送）- MC
- 秋山竜次のなにかしらオーディション（2023年12月25日、日本テレビ）
- 竜次と英二 アポなし五十音旅（2024年2月25日、テレビ大分）
- 大写真発掘 ロバート秋山（2024年11月10日・12月20日、NHK総合）
- ジュニア・秋山の旅喜利（2024年12月28日、テレビ東京）- MC
- 秋山アーカイブセンター（2024年12月30日、テレビ東京）
  - 秋山アーカイブ映像センター（2025年4月21日・4月28日、テレビ東京）
- 友近&ロバート秋山のご当地グルメ段取りさせてもらいます!（2025年6月15日、南海放送発日本テレビ全国28局ネット）[32]

### ウェブ番組
- HITOSHI MATSUMOTO presents ドキュメンタル（2017年 - 2018年、Amazonプライム・ビデオ） - シーズン3、シーズン5出演
  - HITOSHI MATSUMOTO presents ドキュメンタル Documentary of Documental（2017年 - 2020年、Amazonプライム・ビデオ）- シーズン1、シーズン2出演
- 国産洋画劇場[33]（2018年8月31日公開、大阪チャンネル）[34]
- デリ飯（2018年9月5日 - 9月27日[35]、AbemaTV）
- 唐沢佐吉のメ〜テレ大爆発TV‼（2020年10月24日、メ〜テレ「テレビ局の生活ch」） - 総合プロデューサー・唐沢佐吉名義
- クリエイターズ・ファイル: GOLD (2021年6月3日、Netflix)[36]

### ラジオ
- ロバート秋山のお義母さんといっしょ!（ラジオ大阪）
- パンサー向井の＃ふらっと（TBSラジオ）-（2022年4月 - ）『シェアオフィス THE 専門』コーナー
- ロバート秋山の俺のメモ帳!on tuesday（bayfm）（2023年4月 - ）

### テレビドラマ
- いつもふたりで（2003年、フジテレビ） - 永井亘 役（ドランクドラゴン塚地とのコンビで、オタク系ダメ編集者役。第6話に松たか子と二人の場面で感動的な台詞（本人談）あり）
- 特急田中3号（2007年、TBS） - 桃山誠志 役
- 歌姫（2007年、TBS） - 芥川ただし 役
- ハンサム★スーツ THE TV（2009年、フジテレビ） - 上野裕太郎 役
- 専業主婦探偵〜私はシャドウ 最終話（2011年12月16日、TBS） - 警備員 役
- 永沢君（2013年、TBS） - カツヤン 役
- LOVE理論（2013年12月27日、テレビ東京） - 西田明 役
- 小河ドラマ 織田信長（2017年3月25日、時代劇専門チャンネル） - （秋山本人が演じる）織田信長 役
- 黒い十人の秋山（2017年12月、テレビ東京） - 主演・冴島響一郎 役 ほか（一人十二役）[37][38]
- Eうた♪ココロの大冒険（2019年1月1日、NHK Eテレ） - ケルベロス 役[39]
- 異世界居酒屋「のぶ」 （WOWOW） - 神様・天使 役
  - Season 1（2020年5月16日 - 7月17日）[40]
  - Season 2 〜魔女と大司教編〜（2022年5月27日 - 7月29日）[41]
  - Season 3 〜皇帝とオイリアの王女編〜（2023年1月13日 - 3月17日）[42]
- 俺の家の話（2021年1月22日 - 3月26日、TBS） - O・S・D 役[43]
- 大河ドラマ 光る君へ 第2回 - 最終回（2024年1月14日 - 12月15日、NHK） - 藤原実資 役[44]
- 不適切にもほどがある! 第3話・第6話（2024年2月9日・3月1日、TBS） - 鈴木福助 役[45]（第6話は声のみ）
- アクターズ・ショート・フィルム4「撮影/鏑木真一」（2024年3月15日、WOWOW） - 主演・鏑木真一 役[46]
- 磯部磯兵衛物語〜浮世はつらいよ〜（2024年7月12日 - 、WOWOW） - ナニガシ 役[47]

### ウェブドラマ
- やれたかも委員会（2018年1月 - 3月、AbemaTV） - 主演・能島明 役[48]
- 笑ゥせぇるすまん（2025年7月18日 - 8月1日、Amazon Prime Video） - 主演・喪黒福造 役[49]

### 実写映画
- デトロイト・メタル・シティ（2008年） - カミュ（西田照道） 役
- 漫才ギャング（2011年） - 小淵川 役
- 半径1メートルの君〜上を向いて歩こう〜「戦湯 〜SENTO〜」（2021年2月26日、KATSU-do）[50]

### テレビアニメ
- おしりたんてい（2022年） - クロワシクミコ 役、YOKO FUCHIGAMI 名義[51]
- おじゃる丸（2024年） -  藤原実資 役

### 劇場アニメ
- 夜は短し歩けよ乙女（2017年 声の出演） - パンツ総番長 役
- 劇場版 進撃の巨人 Season2〜覚醒の咆哮〜（2018年 二木陽次名義） - 巨人 役

### 吹き替え
- グリンチ（2018年） - ブリクルバウム 役[52]
- キャッツ（2020年） - バストファージョーンズ 役〈ジェームズ・コーデン〉[53]
- アダムス・ファミリー（2020年） - フェスターおじさん 役[54]
  - アダムス・ファミリー2 アメリカ横断旅行!（2022年）[55]
- スラムドッグス（2023年） - レジー 役〈ボーダー・テリア：ウィル・フェレル〉[56]

### ゲーム
- 龍が如く8外伝 Pirates in Hawaii（2025年2月28日、PlayStation 5 PlayStation 4 Xbox Series X/S Xbox One Steam） - マサル・フジタ 役[57]

### CM
- リクルート「From A navi」（2014年） - 有村架純と共演[58]
- NTTドコモ
  - はじめてスマホ割（2016年） - 店員 役、高畑充希・堤真一と共演
  - U15はじめてスマホプラン（2024年） - 上杉みち名義で出演 / 藤本美貴と共演
  - Comotto（2024年） - 上杉みち名義で出演 / 藤本美貴と共演
- 昭文社「まっぷるリンク」（2016年）
- 日産自動車「セレナ」（2016年）[注 3]
- gumi「誰ガ為のアルケミスト」（2016年 - 2017年）[注 4]
- サントリースピリッツ「のんある気分」（2016年 - 2018年） - 広末涼子と共演[注 5]
- 江崎グリコ「アーモンドピーク」（2017年 - 2019年）[注 6]
- 花王「エッセンシャル スマートスタイル シャンプー」（2017年 - 2018年）
- バンダイ
  - 祝20しゅーねん！たまごっち（2017年） - 上杉みち名義で出演
  - キャラパキ発掘恐竜チョコ（2024年 - ）[60]
- 日本生命 「特定重度疾病保障保険“だい杖ぶ”」（2018年 - 2019年） - 綾瀬はるかと共演
- エアトリ （2018年 - 2021年）
- 久光製薬「ブテナロックVα」（2018年 - 2021年）
- ココネ「ポケコロ」（2018年） - YOKO FUCHIGAMI名義で出演
- パピレス「Renta!」（2019年 - 2022年3月） - レンタウロス 役、神木隆之介・古川琴音と共演
- スクウェア・エニックス「ドラゴンクエストXI 過ぎ去りし時を求めてS」（2019年）
- マイナビバイト「バイト探しサムライ」（2021年） - 吉沢亮と共演[61]
- P&G「家族でファブろう!」（2021年 - 2023年3月） - 父親 役 / 木村佳乃[注 7]・山崎育三郎[注 8]と共演
- 明星食品「麺神」（2022年 - 2023年） - メガミ田フトシ 役[62]
- ジョイフル（2023年 - ）
- サントリー食品インターナショナル「社長のおごり自販機」（2023年 - 2024年） - 雑 談三郎 役
- アイリスオーヤマ「低温製法米のおいしいごはん」（2024年 - ） - 大山アイリ 役 / 平野レミと共演
- シェアフル（2024年 - ） - 井桁弘恵と共演
- オープンハウスグループ「オープンハウスショッピング」篇（2025年4月10日 - ） - 阿木山 役[63] / 堺雅人と共演[63][64]
  - 「子供部屋」篇
  - 「リモートワーク部屋」篇
  - マンションブランド「INNOVAS」篇
- リクルートカーセンサー「カーセンサー」（2025年 - ） - 菜々緒と共演[65]

### DVD
- 絶望に効くクスリ（山田玲司著） 第1巻（北陽虻川とともに登場。「グローバルTPS物語」が生まれたきっかけについて語っている。）
- 『いつもふたりで』（セル版特典映像にドランクドラゴン塚地とのインタビュー収録）
- 『特典映像』（有田哲平監督）

### MV
- ベリーグッドマン「必ず何かの天才」

## YouTube
- ロバート秋山のクリエイターズ・ファイル（2015年3月 - ）

## ディスコグラフィ

### アルバム
| # | 発売日         | タイトル                                                 | 収録曲 | 備考                                                                                         |
| - | -------------- | -------------------------------------------------------- | --- | -------------------------------------------------------------------------------------------- |
|   | 2004年8月18日  | チューリップの会～秋山代表による放出がCDになりました。～ | 1. 放出その1 2. 放出その2 3. 放出その3 4. 放出その4 5. 放出その5 6. 放出その6 7. 放出その7 8. 放出その8 9. 放出その9 10. 放出その10 11. 放出その11 12. 放出その12 13. 放出その13 14. 放出その14 15. 放出その15 16. 放出その16 | 自身が出演していたテレビ番組『はねるのトびら』発の企画アルバム。 はねるのトびら 秋山代表名義 |
|   | 2015年10月28日 | オモクリ名曲全集 [第二集] 秋山竜次（ロバート）篇         | 1. TOKAKUKA 2. マスター 3. おいら土下座の半三郎 with 八代亜紀 4. ワンスモア 5. 愛のOCEAN 6. 音尾さんとお父さんのタンゴ 7. 能登の山 8. うちのとなりのおにいちゃん 9. 願い                                                      | 自身が出演していたテレビ番組『オモクリ監督～O-Creator’s TV show～』発の企画アルバム。        |

### 配信リリース作品
| 配信開始日     | タイトル                                            | 備考                               |
| -------------- | --------------------------------------------------- | ---------------------------------- |
| 2015年2月25日  | TOKAKUKA                                            |                                    |
| 2024年7月2日   | エアポート☆レトロベイビー                           | BSフジ『ゆかいなうた』オンエア楽曲 |
| 2024年7月9日   | It’s So Men!                                        | BSフジ『ゆかいなうた』オンエア楽曲 |
| 2024年8月6日   | あやしくないから                                    | BSフジ『ゆかいなうた』オンエア楽曲 |
| 2024年8月13日  | GONGORA〜楽しい時間はもう終わり〜                   | BSフジ『ゆかいなうた』オンエア楽曲 |
| 2024年9月7日   | 謎女〜nazo onna〜                                   | BSフジ『ゆかいなうた』オンエア楽曲 |
| 2024年10月5日  | Pori Pori                                           | BSフジ『ゆかいなうた』オンエア楽曲 |
| 2024年12月7日  | あやしくないから〜公式精神解放REMIX〜               | BSフジ『ゆかいなうた』オンエア楽曲 |
| 2024年12月28日 | 校歌「あぁ◯◯◯学校」〜あけといたんで歌ってください〜 | BSフジ『ゆかいなうた』オンエア楽曲 |
| 2025年1月18日  | 関係者〜ぼくにもなれるかな？〜                      | BSフジ『ゆかいなうた』オンエア楽曲 |

### 楽曲

#### 未音源化曲
| 発表日         | 曲名                                        | 備考 |
| -------------- | ------------------------------------------- | --- |
| 2009年1月2日   | Favorite L.A.                               | 「ゴッドタン」第5回マジ歌選手権で披露。"L.A.COBLA"名義の楽曲。 |
| 2009年6月2日   | Unbelievable L.A.                           | 「ゴッドタン」第6回マジ歌選手権で披露。"L.A.COBLA feat. シャーク"名義の楽曲。 |
| 2010年7月29日  | STOP｠THE｠FIRE                             | 「ゴッドタン」第7回マジ歌選手権で披露。"L.A.COBLA"名義の楽曲。 |
| 2011年1月3日   | L.A. is over                                | 「ゴッドタン」第8回マジ歌選手権で披露。"L.A.COBLA"名義の楽曲。 |
| 2011年10月1日  | L.A.-HIGHWAY                                | 「ゴッドタン」第10回マジ歌選手権で披露。"L.A.COBLA feat. 三浦のおじさん"名義の楽曲。 |
| 2018年12月28日 | シルクロード                                | 「ゴッドタン」第16回芸人マジ歌選手権SPで披露。"ASIAN COBLA"名義の楽曲。 |
| 2019年7月1日   | SAY KOU SHOW                                | 「交際してから性交渉なのか？ 性交渉してから交際なのか？」というロバートの3人がライブ中に繰り広げた他愛ない会話から生まれたオリジナルソング。 MVの監督は品川ヒロシ。                             |
| 2019年12月27日 | UTSUBO                                      | 「ゴッドタン」第17回マジ歌選手権で披露。"L.AChildren"名義の楽曲。 |
| 2020年7月18日  | ひろしのぼうしが飛んでった                  | オリジナルの童謡。ロバートのYouTubeチャンネル「ロバート公式チャンネル」で公開。 |
| 2020年8月3日   | 花〜Benjomin〜                              | 「便所のタンクの上に咲く専門の花」について歌った楽曲。ロバートのYouTubeチャンネル「ロバート公式チャンネル」で公開。                                                                             |
| 2020年10月12日 | そばかす                                    | 「実家の壁に住む専門のそばかす少女」について歌った楽曲。ロバートのYouTubeチャンネル「ロバート公式チャンネル」で公開。                                                                           |
| 2020年12月29日 | Hey Teacher                                 | 「ゴッドタン」第18回マジ歌選手権で披露。"Healing COBRA"名義の楽曲。 |
| 2021年5月26日  | PINK                                        | 「焼肉の会計の時に現れる専門のガム」について歌った楽曲。ロバートのYouTubeチャンネル「ロバート公式チャンネル」で公開。                                                                           |
| 2021年6月20日  | 風呂                                        | 「風呂場の石鹸置きに住みつく専門の男」について歌った楽曲。「千鳥のクセがスゴいネタGP」で披露。"リュージ"名義で披露。                                                                            |
| 2021年12月29日 | ヨソウガイウンチ                            | 「ゴッドタン」第19回マジ歌選手権で「U.N.COBRAメドレー2021」として披露。"U.N.COBRA"名義の楽曲。                                                                                                  |
| 2021年12月29日 | UNCHIだって上下関係…                        | 「ゴッドタン」第19回マジ歌選手権で「U.N.COBRAメドレー2021」として披露。"U.N.COBRA"名義の楽曲。                                                                                                  |
| 2021年12月29日 | バズレ★ウンコ                               | 「ゴッドタン」第19回マジ歌選手権で「U.N.COBRAメドレー2021」として披露。"U.N.COBRA"名義の楽曲。                                                                                                  |
| 2021年12月29日 | におい                                      | 「ゴッドタン」第19回マジ歌選手権で「U.N.COBRAメドレー2021」として披露。"U.N.COBRA"名義の楽曲。                                                                                                  |
| 2021年12月29日 | 〜RINDO DOG or HUMAN〜                      | 「ゴッドタン」第19回マジ歌選手権で「U.N.COBRAメドレー2021」として披露。"U.N.COBRA"名義の楽曲。                                                                                                  |
| 2021年12月29日 | EARTH 〜僕らが世界をつなげる日〜            | 「ゴッドタン」第19回マジ歌選手権で「U.N.COBRAメドレー2021」として披露。"U.N.COBRA"名義の楽曲。                                                                                                  |
| 2022年6月26日  | 果実                                        | 「便所のタンクの上に置かれた装飾品のぶどう」について歌った楽曲。「千鳥のクセがスゴいネタGP LIVE2022～ロバート秋山が地上波NG！ 超禁断クセMAXネタを持ってきたSP～」で披露。"リュージ"名義で披露。 |
| 2022年6月26日  | YADA                                        | 「歌うのが嫌だという感情」をそのまま歌った楽曲。「千鳥のクセがスゴいネタGP LIVE2022～ロバート秋山が地上波NG！ 超禁断クセMAXネタを持ってきたSP～」で披露。                                       |
| 2023年1月7日   | トラベルトラブル                            | 「ゴッドタン」第20回マジ歌選手権で「ワールドトラベルメドレー2022」として披露。"バックパックコブラ"名義の楽曲。                                                                                  |
| 2023年1月7日   | 蛇口ダンス                                  | 「ゴッドタン」第20回マジ歌選手権で「ワールドトラベルメドレー2022」として披露。"バックパックコブラ"名義の楽曲。                                                                                  |
| 2023年1月7日   | モスキート                                  | 「ゴッドタン」第20回マジ歌選手権で「ワールドトラベルメドレー2022」として披露。"バックパックコブラ"名義の楽曲。                                                                                  |
| 2023年1月7日   | ME・KI・KI                                  | 「ゴッドタン」第20回マジ歌選手権で「ワールドトラベルメドレー2022」として披露。"バックパックコブラ"名義の楽曲。                                                                                  |
| 2023年1月7日   | モゾモゾMidnight                            | 「ゴッドタン」第20回マジ歌選手権で「ワールドトラベルメドレー2022」として披露。"バックパックコブラ"名義の楽曲。                                                                                  |
| 2023年3月17日  | 坪井利三郎商店CMソング                      | 「メ～テレ60周年 秋山歌謡祭」で披露。 |
| 2023年3月17日  | コンパルCMソング                            | 「メ～テレ60周年 秋山歌謡祭」で披露。 |
| 2023年3月17日  | 地蔵湯CMソング                              | 「メ～テレ60周年 秋山歌謡祭」で披露。 |
| 2023年3月17日  | 名古屋でいさせて                            | 「メ～テレ60周年 秋山歌謡祭」で披露。 |
| 2023年3月17日  | 願い〜名古屋の夢をのせて〜                  | 「メ～テレ60周年 秋山歌謡祭」で披露。 |
| 2024年1月3日   | Are you KENZEN? 〜僕らの魔法〜              | 「ゴッドタン」第21回マジ歌選手権で披露。"KENZENコブラ"名義の楽曲。 |
| 2024年3月22日  | うちわ                                      | 「秋山歌謡祭2024」で披露。 |
| 2024年3月22日  | 山芋のうた                                  | 「秋山歌謡祭2024」で披露。 |
| 2024年3月22日  | いとこ                                      | 「秋山歌謡祭2024」で披露。 |
| 2024年3月22日  | お寿司のうた                                | 「秋山歌謡祭2024」で披露。 |
| 2024年3月22日  | 嘘つきタコのチュー太郎                      | 「秋山歌謡祭2024」で披露。 |
| 2024年3月22日  | ビスくんCMソング                            | 「秋山歌謡祭2024」で披露。 |
| 2024年3月22日  | モチラCMソング                              | 「秋山歌謡祭2024」で披露。 |
| 2024年3月22日  | MEMOTO!                                     | 「秋山歌謡祭2024」で披露。 |
| 2024年3月22日  | 願い2024                                    | 「秋山歌謡祭2024」で披露。 |
| 2024年7月21日  | 結果発表                                    | 「ダウンタウンのガキの使いやあらへんで!」で披露。 |
| 2024年10月上旬 | Peaceful Pino People ～未来へ繋げる固い絆～ | 森永乳業ピノの企画「ピノTV」内「ピノ歌謡祭」で披露。 |
| 2024年10月上旬 | ピノガマン！                                | 森永乳業ピノの企画「ピノTV」内「ピノ歌謡祭」で披露。 |

#### 提供した楽曲
| 発売日         | 曲名               | アーティスト名 | 収録                               | 備考                               |
| -------------- | ------------------ | -------------- | ---------------------------------- | ---------------------------------- |
| 2017年11月15日 | 飛騨の与吉の五平餅 | 水谷千重子     | アルバム『ジョインがお好きでしょ』 | 作詞を担当。"倉たけし"名義で参加。 |

#### 参加した楽曲
| 発売日         | 曲名                     | アーティスト名/名義                                                   | 収録                                          | 備考 |
| -------------- | ------------------------ | --------------------------------------------------------------------- | --------------------------------------------- | --- |
| 2015年1月4日   | L.A..Sky Gate            | ロバート秋山竜次＆森三中黒沢かずこ（LAコブラ サービスブランドゆうこ） | アルバム『ゴッドタン 第12回芸人マジ歌選手権』 | 「ゴッドタン」第12回芸人マジ歌選手権の音源。 |
| 2016年3月18日  | CMロックメドレー         | ロバート秋山竜次                                                      | アルバム『ゴッドタン 第13回芸人マジ歌選手権』 | 「ゴッドタン」第13回芸人マジ歌選手権の音源。メドレーの内容は「砂田橋不動産CMソング」「ピザのMaxCMソング」「三重ジャングルランドCMソング」「サニー中古車センターCMソング」「岡田厄除け大師CMソング」「中田の餅CMソング」。 |
| 2017年11月15日 | 美女と野獣               | 水谷千重子                                                            | アルバム『ジョインがお好きでしょ』            | 水谷のデュエット相手として参加。"倉たけし"名義で参加。 |
| 2024年6月10日  | FUTEIKI                  | ザ・ウェスト・シンパシー・スタジオ                                    | 未音源化                                      | 『秋山と映画』で制作した楽曲。flumpoolの山村隆太と阪井一生との共作。 |
| 2024年7月3日   | 十五夜 遊turing 秋山竜次 | 遊助                                                                  | 配信シングル                                  | |

## 作品

### 書籍
- クリエイターズ・ファイル Vol.01（ヨシモトブックス）
- クリエイターズ・ファイル Vol.02（ヨシモトブックス）
- クリエイターズ・ファイル Vol.03（ヨシモトブックス）
- クリエイターズ・ファイル 【日めくり】 みちくんといっしょ。 (ヨシモトブックス)
- YOKO FUCHIGAMI IGIRISU 世界のYOKO OFFICIAL BOOK #BLACK（宝島社）
- つくるひとびと クリエイター71人のパワー・ワード（集英社）

### その他
- 短編アニメ『聖島の森のゴアコピュリア』（初監督作品。YOSHIMOTO DIRECTOR'S 100 〜100人が映画撮りました〜の一本）